# Podvorec
Podvorec ist ein Wohnplatz innerhalb der administrativen Grenzen der Gemeinde Breznica in der Gespanschaft Varaždin, Republik Kroatien. Geografisch ist die Siedlung von vorwiegend hügeliger Topografie geprägt, die typisch für die Region Hrvatsko zagorje ist. Gemäß den Daten der Volkszählung von 2021 hatte Podvorec 141 Einwohner. 